# 성인 애착장애

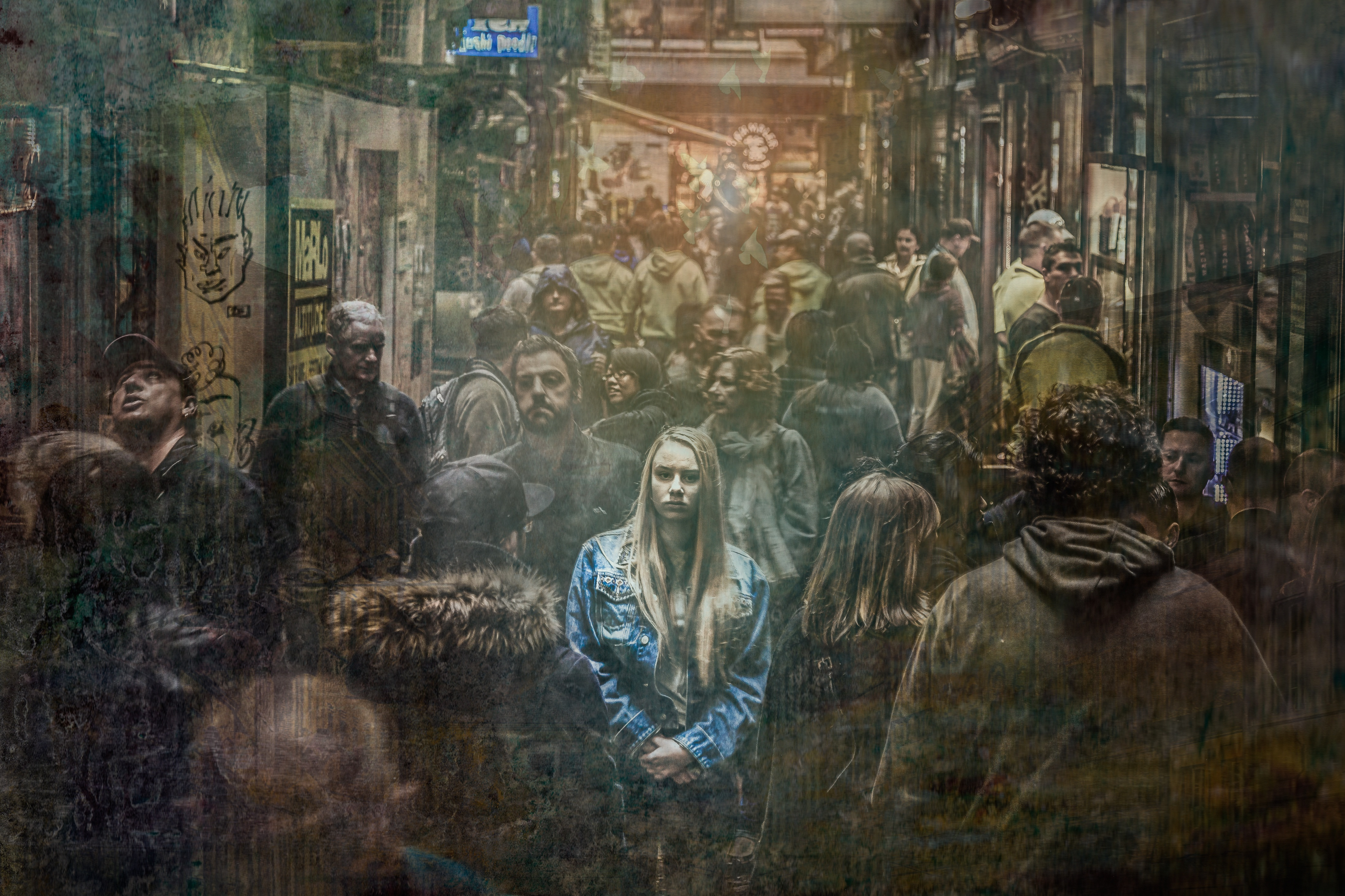
성인들에게서도 애착 장애가 흔히 발견된다.

성인 애착 장애(Adult Attachment Disorder, AAD)는 치료되지 않은 애착 장애, 즉 반응성 애착 장애의 결과로서, 어린이에게 치료되지 않은 성인에게서 발병한다. 그것은 어린 시절 적절한 부모-후견인 관계를 허락받지 못했거나 인생의 발달 단계에서 성인들로부터 학대를 받은 아이들로부터 시작된다. 애착 이론의 연구에 속하는, 원인과 증상은 한 사람의 일생 동안 인간 관계와 이러한 관계가 어떻게 발달하고 기능했는지에 뿌리를 두고 있다. 증상은 일반적으로 모든 형태의 관계에서 무시, 기능 장애, 남용 및 신뢰 문제에 초점을 맞춘다. 이러한 증상은 다른 애착 장애와 유사하지만, 초기보다는 후기 관계에 더 초점을 맞춘다. AAD를 앓고 있는 것으로 간주되려면 최소한 2-3의 증상을 보여야 한다. 이러한 증상에는 충동성, 통제욕, 신뢰감 부족, 책임감 부족, 중독 등이 포함된다. DSM-5가 DSM-5를 공식 장애로 인식하지 못하는 동안, 현재 여러 그룹에 의해 성인 애착 장애가 연구되고 있으며 치료법이 개발되고 있다. 이러한 연구 중 일부는 AAD를 회피와 불안/양면성의 두 그룹으로 나눌 것을 제안한다. 다음은 최신의 발전된 4가지 카테고리 목록이다.
- 안정형 : 회피성향 낮음, 불안성향 낮음.
- 회피형 : 회피성향 높음, 불안성향 낮음.
- 불안형 : 회피성향 낮음, 불안성향 높음.
- 공포회피형 : 회피성향 높음, 불안성향 높음.

## 증상과 구체적 정보
성인 애착장애는 반응성 애착장애와 같은 애착장애가 청소년기에 치료되지 않고 성인기까지 계속될 때 발병한다. 증세는 더 이상 어린 시절과 같지 않지만 상당히 유사하다. 일부 연구원들은 이것이 성인 관계가 애착의 한 유형이라는 점에서 유아와 보호자 사이의 관계와 비슷하기 때문이라고 제안하기 시작했다. 두 유형의 관계 사이의 유사성에는 파트너와 가까울 때의 안전감, 긴밀한 접촉, 관심 공유 및 선입견, 그리고 "아기 대화"가 포함되지만 이에 국한되지는 않는다.
다른 애착장애와 유사점이 있지만, 성인애착장애는 다른 애착장애에는 없는 증상, 예를 들어 중독, 충동성, 사회적으로 부정적이거나 부적절한 행동, 통제욕, 신뢰 문제, 원치 않는 증상으로 인해 그 자체의 질병으로 인식되기 시작하고 있다.책임감, 무력감, 불안감, 피상적인 긍정과 우울감을 받아들인다.
DSM-5는 성인 애착 장애를 인식하지 못하지만 이에 대한 연구는 계속되고 있으며 이에 대한 치료법이 제안되고 있다. 질환의 심각도에는 여러 가지각색이다. 그들 모두가 치료의 혜택을 받을 수 있을 것이다. 많은 요법들이 적어도 부분적으로 이 장애를 치료한다고 주장되어 왔다. 몇몇은 장애를 예방하기 위한 것인데, 대부분 이미 장애를 경험한 가정에서이다. 다른 치료법에는 외래, 주거 및 황야 요법이 포함된다. 대부분의 치료법은 효과적인 의사소통과 문제 해결 전략을 강조한다. 그들은 또한 아마도 어린 시절에 진화했을 애착의 뿌리를 찾는 것에 초점을 맞춘다. 이것들 중 하나는 애착 유지 또는 "무장" 치료로 알려진 논란의 여지가 있는 치료법이다. 이 치료는 아이가 간병인을 신뢰할 수 있기 전에 간병인에 대한 좌절감을 해소해야 한다는 이론에 기초한다.

## 같이 보기
- 성인 애착